# Opactwo Glastonbury
Opactwo Glastonbury (ang. Glastonbury Abbey) – dawne opactwo benedyktyńskie ufundowane w 712 przez króla Wessexu Ine. Rozbudowane w X wieku przez opata Dunstana, późniejszego opata Arcybiskup Canterbury. W 1191 roku mnisi mieli znaleźć na terenie opactwa grób legendarnego Króla Artura. Zniszczone i opuszczone w 1539 na rozkaz Henryka VIII Tudora.